# Dragons of Flame
Dragons of Flame est un jeu vidéo de rôle et d’action développé par U.S. Gold  et publié par Strategic Simulations (SSI) en 1989 sur Amiga, Amstrad CPC, Atari ST et MS-DOS. Le jeu a ensuite été porté sur Commodore 64 et ZX Spectrum en 1990 puis sur NES en 1992. Le jeu est basé sur le jeu de rôle médiéval-fantastique Donjons et Dragons, publié par TSR. Il est le deuxième volet d’une trilogie se déroulant dans l’univers de Lancedragon, faisant suite à Heroes of the Lance et précédent Shadow Sorcerer. Le jeu prolonge l'histoire raconté dans son prédécesseur, en suivant toujours la trame du premier roman des Chroniques de Lancedragon,  intitulé Dragons d'un crépuscule d'automne, écrit par Margaret Weis et Tracy Hickman et publié en 1984. Son système de jeu combine un gameplay de jeu d'action à déroulement horizontal (side-scroller) avec des éléments de jeu de rôle.

## Trame

### Univers
Dragons of Flame prend place dans l’univers Lancedragon, un décor de campagne du jeu de rôle Donjons et Dragons. Le jeu se déroule dans le monde de Krynn, un pays mythique dans lequel les humains, les elfes et les nains affrontent les draconiens, une race d’homme-dragons belliqueuse alliés a des dragons maléfiques. Le jeu débute après que les héros de Heroes of the Lance aient retrouvés les disques de Mishakal, parvenant ainsi a stopper l'attaque contre Krynn de Takhisis, la reine des ténèbres.

### Scénario
L’objectif du jeu est de retrouver une épée magique très puissante et de libérer les esclaves travaillant dans la forteresse de Pax Tharkas situé en plein territoire ennemi.

## Accueil
| Dragons of Flame  |      |       |
| Média             | Pays | Notes |
| ACE               | GB   | 72 %  |
| Amiga Action      | GB   | 72 %  |
| Amiga Format      | GB   | 62 %  |
| CU Amiga          | GB   | 84 %  |
| Gen4              | FR   | 92 %  |
| Joystick          | FR   | 75 %  |
| Sinclair User     | US   | 82 %  |
| The Games Machine | GB   | 63 %  |
| Your Sinclair     | GB   | 65 %  |
| Zzap!64           | GB   | 36 %  |

Au total, 55 711 copies du jeu sont vendues par Strategic Simulations.